# Decode
Decode is een single uit 2008 van de Amerikaanse band Paramore. Het nummer is geschreven door Hayley Williams en Josh Farro. Decode staat op de soundtrack van de film Twilight. Het nummer is geschreven voor deze film. 
De videoclip bevat fragmenten van de film Twilight.